# 李祎 (信安郡王)
李祎（664年—743年），唐朝宗室，唐太宗之曾孙，吴王李恪的孙子，父亲李琨。
少有志尚，事奉继母严谨，抚异母弟李祗，以友称。他将爵位让给异母弟李祗。唐中宗因此特封李祎嗣江王，以继李嚣之后。开元年间，李祎降为信安郡王，历官州刺史、礼部尚书、朔方节度使。吐蕃据石堡城，多次入侵，唐玄宗诏李祎与河西、陇右议攻取石堡城。到达前线，有人认为城险，吐蕃必然固守。大军深入，不宜强攻。李祎却说：“人臣之节，岂惮险不进乎？必众寡不敌者，吾以死继之。”于是分兵进击，攻克石堡城，拓地至千里。玄宗大喜，改石堡城为振武军。
契丹牙官可突于叛乱，唐玄宗拜忠王李玙为河北道行军元帅，李祎为副元帅。李玙没有随军，李祎率裴耀卿等诸将分道出范阳北，攻打奚、契丹二蕃，大胜，擒其酋长，余部逃窜。加李祎开府仪同三司，领关内支度营田采访处置使。
李祎历任兵部尚书，为朔方节度大使、衢州刺史。历滑、怀二州。天宝初年，以太子少师致仕。天宝二年（743年），为太子太师，未拜，即病逝。李祎教子有法，三子李峘、李峄、李岘都是名臣。
一女嫁汴宋节度使田神功，封凉国夫人。